# Таменгонт
Таменго́нт (фин. Tammenkontu (tammi — дуб, kontu — усадьба,  двор)) — деревня в Ломоносовском районе Ленинградской области, относится к Пениковскому сельскому поселению.

## История
На шведской «Генеральной карте провинции Ингерманландии» 1704 года упоминается селение Tammenkondo.
Как деревня Томанкондо оно обозначено на «Географическом чертеже Ижорской земли» Адриана Шонбека 1705 года.
Селение Тимингок упоминается на карте Санкт-Петербургской губернии Я. Ф. Шмидта 1770 года.
Обозначено на карте Санкт-Петербургской губернии 1792 года А. М. Вильбрехта как Тамнгонт.
Деревня являлась вотчиной императора Александра I, из которой в 1806—1807 годах были выставлены ратники Императорского батальона милиции.
Деревня Таменгонт из 23 дворов, упоминается на «Топографической карте окрестностей Санкт-Петербурга» Ф. Ф. Шуберта 1831 года.

ТАМЕНГОНТ — деревня принадлежит государю великому князю Михаилу Павловичу, число жителей по ревизии: 54 м. п., 62 ж. п. (1838 год)

В 1844 году деревня Таменгон насчитывала 23 двора.
На этнографической карте Санкт-Петербургской губернии П. И. Кёппена 1849 года она обозначена как деревня «Tammenkontu», расположенная в ареале расселения эвремейсов. В пояснительном тексте к этнографической карте указано количество её жителей на 1848 год: эвремейсов — 55 м. п., 75 ж. п., всего 130 человек, ижоры — 7 м. п., 7 ж. п., всего 14 человек. Ижоры относились к православному Ораниенбаумскому приходу, ингерманландцы — к лютеранскому приходу Тюрё.

ТАМЕНГОНТ — деревня Ораниенбаумского дворцового правления, по просёлочной дороге, число дворов — 28, число душ — 60 м. п. (1856 год)

В 1860 году деревня Таменгонт насчитывала 26 дворов.

ТАМЕНГОНТ — деревня Ораниенбаумского дворцового ведомства при колодцах, по левую сторону приморского просёлочного тракта в 23 верстах от Петергофа, число дворов — 26, число жителей: 71 м. п., 90 ж. п. (1862 год)

В 1884 году в деревне открылась школа. Учителем в ней работала «мадемуазель А. Зверева».

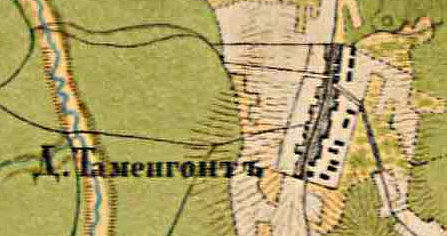
Деревня Таменгонт на карте 1885 года

В конце XIX века деревня административно относилась к Ораниенбаумской волости 2-го стана Петергофского уезда Санкт-Петербургской губернии, в начале XX века — 3-го стана. По приходским данным население деревни было исключительно финским.
В 1913 году она насчитывала 33 крестьянских двора.
С 1917 по 1923 год деревня входила в состав Мало-Коноваловского сельсовета Ораниенбаумской волости Петергофского уезда.
С 1923 года в составе Троцкого уезда.
Согласно данным переписи населения СССР 1926 года в деревне Таменгонт проживал 251 человек — большинство ижоры, а также русские.
С 1924 года в составе Бронинского сельсовета.
С 1927 года в составе Ораниенбаумского района.
В 1928 году население деревни Таменгонт также составляло 251 человек.
С 1930 года в составе Венковского сельсовета.

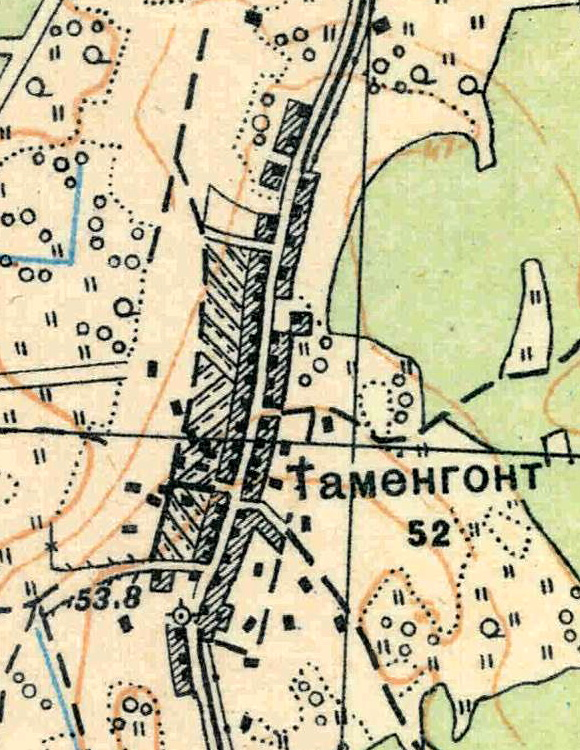
План деревни Таменгонт. 1931 год

Согласно топографической карте 1931 года деревня насчитывала 52 двора.
По данным 1933 года деревня Таменгонт входила в состав Бронинского сельсовета Ораниенбаумского района.
С 1948 года вновь в составе Бронинского сельсовета.
С 1963 года в составе Гатчинского района.
С 1965 года вновь в составе Ломоносовского района. В 1965 году население деревни Таменгонт составляло 37 человек.
По данным 1966, 1973 и 1990 годов деревня Таменгонт также входила в состав Бронинского сельсовета Ломоносовского района.
В 1997 году в деревне Таменгонт Бронинской волости проживали 410 человек.
В 2007 году в деревне Таменгонт Пениковского СП — 663 человека.

## География
Деревня расположена в северной части района на автодороге А120 (Санкт-Петербургское южное полукольцо), к юго-западу от административного центра поселения.
Расстояние до административного центра поселения — 10 км.
Расстояние до ближайшей железнодорожной станции Большая Ижора — 10 км.

## Демография
| 1862 | 2002 | 2007 | 2010 | 2017 |
| ---- | ---- | ---- | ---- | ---- |
| 161  | ↘4   | ↗663 | ↘223 | ↘12  |

## Инфраструктура
- Войсковая часть 90450 (158-я Лиепайская бригада ПВО)
- База отдыха «Таменгонт»
- Карьер «Таменгонт»
- Продуктовый магазин

## Транспорт
- Автобусный маршрут № 671А (Станция Ораниенбаум (Ломоносов) — Таменгонт)
- Школьный автобус до Большеижорской СОШ

## Улицы
2-й бригады моряков, Гвардейская, Центральная.